# آب‌کشت

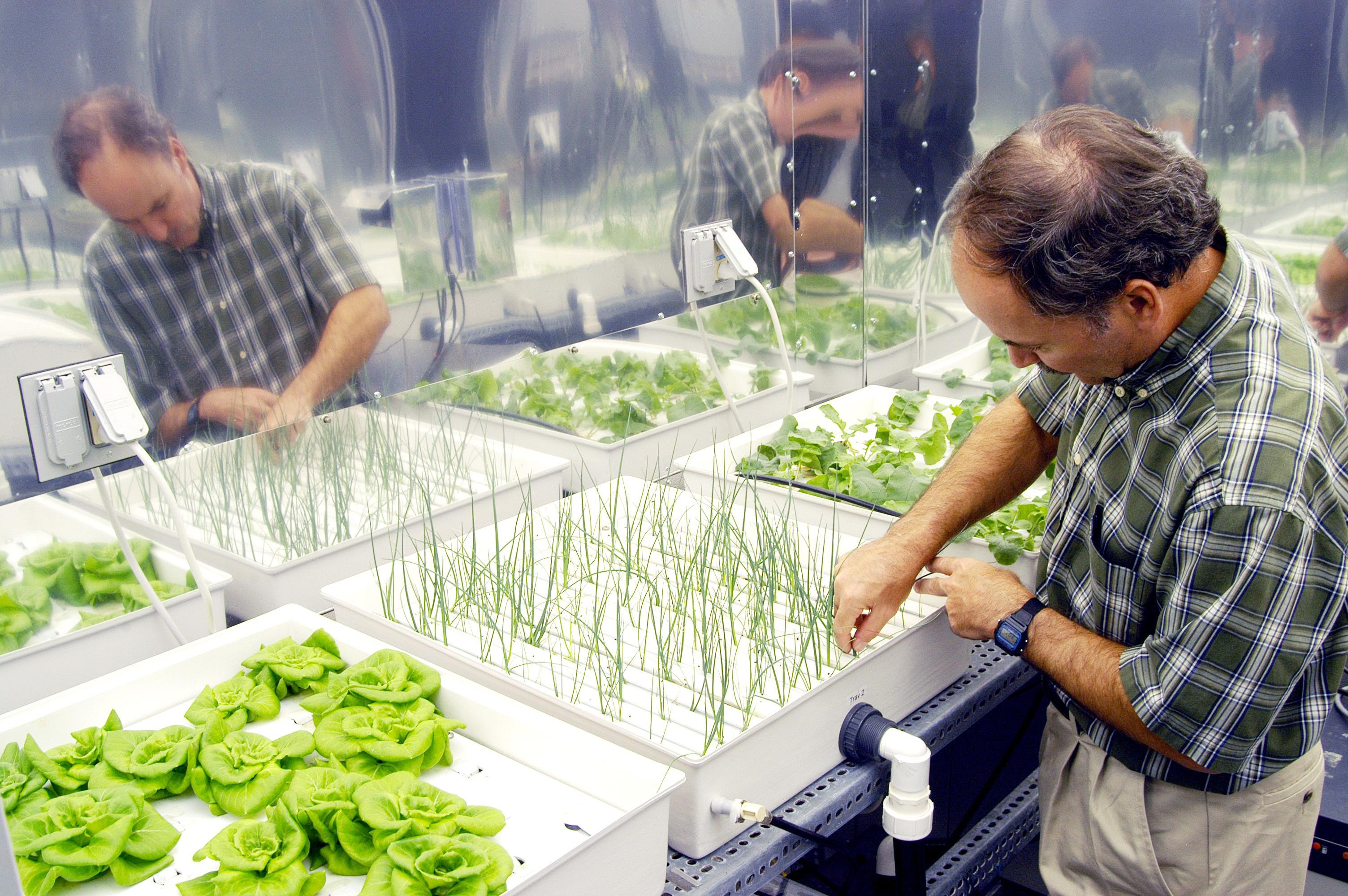
پژوهش‌گر ناسا در حال چک کردن چند گیاه کاشته شده به روش هیدروپونیک

کشت هیدروپونیک یا آب‌کشت (به فرانسوی: Hydroponie یا Hydroponique، هیدروپونی یا هیدروپونیک) (به انگلیسی: Hydroponics، هایدروپُنِکس) شیوهٔ کشت گیاه بدون خاک می‌باشد. در این نوع کشت متخصصان نیازهای غذایی گیاه را اندازه‌گیری کرده و به جای خاک با استفاده از آبی که به گیاه داده می‌شود با افزودن عناصر ریزمغذی و درشت‌مغذی و نگه‌داشتن گیاه توسط مواد نگهدارنده بی‌اثر مانند پرلیت عملاً نیاز به خاک منتفی می‌شود.
آب‌کشت، روشی است که نسبت به راهکارهای سنتی در کشاورزی مزیت‌های زیادی دارد. این فرایند به آب کمتری نیاز داشته، کاملاً استریل است و بازدهی بیشتری نیز دارد.

## بستر کشت
معمولاً از مواد کدر، برای جلوگیری از ورود نور خورشید و همین‌طور جلوگیری از رشد خزه در محیط ریشه که از تمام جهات محصورند و فقط در قسمت قرارگیری گیاه باز هستند؛ استفاده می‌شود. می‌توان از لوله‌های گشاد پی‌وی‌سی، کیسه‌های نایلونی سیاه رنگ و مانند اینها برای ساخت بستر کشت استفاده کرد.

## انواع کشت هیدروپونیک
کشت هیدروپونیک به صورت‌های گوناگونی اعمال می‌شود در ساده‌ترین و قدیمی‌ترین روش کشت هیدروپونیک گیاهان را در بسترهای از جنس کاه کشت می‌کرده و مواد غذایی را در اختیار گیاهان کشت شده در این بسترها قرار می‌دهند. روش‌های جدید تری نیز بکار برده می‌شود مانند روش NFT که در آن مواد غذایی به صورت یک لایهٔ نازک در اختیار گیاه قرار می‌گیرد. دو سیستم تغذیه گیاهان در هیدروپونیک وجود دارد:
سیستم باز: که در آن عناصر شیمیایی ای (ماکرو و میکرو) که گیاه به آن‌ها نیاز دارد، فقط یک بار در دسترس گیاه قرار می‌گیرد و بعد از استفاده، از پایین بسترهای کشت به وسیله سوراخهای تعبیه شده از قبل در زیر بسترها، خارج می‌شود.
سیستم بسته: که در آن مواد غذایی محلول در آب بیشتر از یک بار استفاده می‌شوند. برای اینکه محلول غذایی در سیستم بسته، با افت کیفیت روبرو نشود، باید دایماً به وسیله دستگاه‌های کنترل کیفیت، اندازه‌گیری شود و آن قسمت از عناصر شیمیایی محلول در آب جاری در محدوده ریشه گیاهان، که جذب ریشه شده‌اند و محلول دیگر آن‌ها را با خود ندارد، به محلول، اضافه شوند.

## انواع سیستم‌های هیدروپونیک ( آب کشت ):[۲]
کشاورزی هیدروپونیک ( آب کشت ) از انواع مختلف سیستم‌ها برای رشد گیاهان استفاده می‌کند. در زیر به معرفی سه نوع اصلی سیستم هیدروپونیک و بررسی عملکرد هر یک پرداخته می‌شود:

### 1. NFT (نفت):
- در سیستم NFT، ریشه‌های گیاهان در لوله‌های کشیده شده که حاوی محلول غذایی است، قرار می‌گیرند.
- آب با مغذی‌های مورد نیاز به طور مداوم از طریق لوله‌ها عبور می‌کند و بر روی ریشه‌ها می‌چکد.
- عملکرد این سیستم بسیار اقتصادی است و به اندازه کافی فضایی صرفه‌جویی می‌کند. اما نیاز به نظارت دقیق بر سطح آب و pH دارد.

### 2. DWC (Deep Water Culture):
- در سیستم DWC، ریشه‌های گیاهان به طور مستقیم در آب قرار می‌گیرند که حاوی محلول غذایی است.
- گیاهان در این سیستم بدون هیچگونه خاکی رشد می‌کنند و تنها با استفاده از آب و محلول‌های غذایی تغذیه می‌شوند.
- عملکرد ساده‌تری نسبت به سایر سیستم‌ها دارد و مناسب برای گیاهانی است که به آب زیادی نیاز دارند مانند خیار و گوجه فرنگی.

### 3. سیستم‌های ترکیبی:
- سیستم‌های ترکیبی شامل ترکیب اجزای مختلف سیستم‌های NFT و DWC هستند.
- این سیستم‌ها از مزایای هر دو نوع سیستم استفاده می‌کنند و به صورت ترکیبی طراحی شده‌اند.
- برخی از مزایا این سیستم‌ها شامل افزایش بهره‌وری، کاهش هزینه‌ها و کنترل بهتر محیط رشد است.

#### مقایسه عملکرد:
- عملکرد هر سیستم بستگی به نوع گیاهان و شرایط محیطی دارد.
- NFT به دلیل اقتصادی بودن و استفاده از فضای کمتر برای کشت گیاهان، معمولاً برای گیاهانی با ساقه‌های کوتاه مانند گلخانه مورد استفاده قرار می‌گیرد.
- DWC برای گیاهانی که به آب زیادی نیاز دارند و ساقه بلند دارند مثل خیار و گوجه فرنگی بسیار مؤثر است.
- سیستم‌های ترکیبی می‌توانند ترکیب مناسبی از مزایا و معایب هر دو نوع سیستم را فراهم کنند و برای انواع مختلف گیاهان قابل استفاده‌اند.

به طور کلی، انتخاب سیستم هیدروپونیک باید با توجه به نوع گیاهان، شرایط محیطی و هدف کشت مورد نظر انجام شود.

## کاربردهای گسترده کشاورزی هیدروپونیک: راهبردی نوین برای تولید پایدار، ارتقاء بازارهای جهانی و ایجاد فرصت‌های صادرات[۲]
کشاورزی هیدروپونیک به عنوان یک روش نوین در تولید محصولات کشاورزی، نقش مهمی در تأمین محصولات خاص و همچنین توسعه بازارهای محلی و جهانی ایفا می‌کند. در زیر به برخی از کاربردهای گسترده این روش اشاره شده است:

#### الف. تولید در گلخانه‌ها و فضاهای بسته:
- کشاورزی هیدروپونیک به دلیل نیاز کمتر به فضای فیزیکی و امکان کنترل دقیق تر شرایط محیطی، برای تولید در گلخانه‌ها و فضاهای بسته بسیار مناسب است.
- استفاده از این روش در گلخانه‌ها منجر به افزایش بهره‌وری، کاهش مصرف منابع مانند آب و کود، و بهبود کیفیت محصولات می‌شود.

#### ب. صادرات و ارتقاء بازارهای محلی و جهانی:
- تولید محصولات کیفی و با ارزش با استفاده از کشاورزی هیدروپونیک، می‌تواند فرصت‌های بسیاری را برای صادرات به بازارهای محلی و جهانی فراهم کند.
- با ارائه محصولات با کیفیت بالا و محیطی پاک، این روش می‌تواند به تقویت نام‌آوری کشور در صادرات محصولات کمک کند و درآمدزایی بیشتری را به دست آورد.

با توجه به این کاربردهای گسترده، کشاورزی هیدروپونیک به عنوان یک روش نوین و پرامکانات، می‌تواند نقش مهمی در تأمین مواد غذایی و توسعه اقتصادی در سطح ملی و جهانی ایفا کند.

## مزایا کشت هیدروپونیک
در این نوع کشت نیازی به شخم و آبیاری نیست و مصرف آب به صورت چشمگیری کاهش می‌یابد، همچنین در این روش ضدعفونی کردن محیط رشد بسیار ساده و کم هزینه است.
چون محلول غذایی به صورت مایع است به راحتی می‌توان آن را کنترل کرد. همچنین در جایی که خاک مناسب ندارد یا دچار بعضی بیماری‌ها است قابل کشت می‌باشد. کنترل شرایط محیطی از جمله نور، دما، رطوبت و ترکیب هوا بسیار ساده‌تر است.
۱_ جایی که خاک مناسب وجود ندارد یا خاک، آلوده به بیماری است؛ می‌توان گیاه را کشت نمود.
۲_ در این روش تولید چون به شخم و آماده‌سازی زمین، ضدعفونی خاک و سایر عملیات مربوط نیاز نیست، احتیاج به نیروی کار تا حد زیادی کاهش می‌یابد.
۳_حداکثر عملکرد در این روش موجب می‌شود تا در جاهایی که جمعیت زیاد و زمین گران است، تولید محصول اقتصادی باشد. بدین ترتیب که گیاهان رشد سریع تری داشته، ضمن تولید عملکرد بیشتر، محصول زودرس تر خواهد بود.
۴_ صرفه جویی در مصرف آب و مواد غذایی از مزایای اصلی این روش است، زیرا مصرف آب در این روش بسیار کمتر از روشهای کشت در خاک است، ضمن اینکه عناصر غذایی در حد مطلوب و مورد نیاز گیاه تأمین می‌شود.
۵_ کاهش در آلودگی خاک و آب به لحاظ مصرف کمتر و بهینه سموم و کودهای شیمیایی صورت می‌گیرد.
۶_ هر گیاهی را می‌توان در محیط هیدروپونیک کشت داد و نیاز به مبارزه با علفهای هرز و سم پاشی با آفت کشهای خطرناک کم می‌شود به طوری که در محیط رشد گیاهان، آفات و بیماریهای کمتری وجود دارد و گیاه اغلب در شرایط عاری از حشرات و عوامل بیماریزای ریشه ای (خاک‌زی) به‌طور سالم و تمیز رشد می‌کند
۷_امکان تنظیم بهتر عوامل محیطی از ویژگی این روش است، به طوری که در محیط‌های گلخانه ای می‌توان شدت نور، رطوبت، دما و ترکیب هوا را تنظیم نمود.
۸_ افراد مبتدی علاقمند می‌توانند یک سیستم کوچک را در گلخانه منزل یا در حیاط، بسازند. سیستم‌های هیدروپونیک کوچک، تمیز و سبک و قابل جابه جایی را می‌توان ساخت یا در صورت موجود بودن در بازار؛ خریداری کرد.

## معایب کشت هیدروپونیک
مهم‌ترین عیب این روش نیاز به سرمایه‌گذاری بالا می‌باشد؛ زیرا تمام سیستم به صورت اتوماتیک می‌باشد. نیاز به افراد متخصص می‌باشد. آلودگی آب‌های زیر زمینی هم در اثر مخلوط شدن با محلول غذایی مشکلی دیگر است.
این معایب با توجه به سیر تکاملی و ایجاد تکنولوژی برطرف گردیده‌است در ضمن آلودگی آب‌های زیر زمینی در سیستم بسته وجود ندارد که این روش توسط یکی از اعضای مرکز پژوهش‌های بدون خاک ایران در زمینه تولید علوفه هیدروپونیک ابداع شده‌است.

## کشت علوفه هیدروپونیک
یکی از روش‌های متداول کشت علوفه می‌باشد و با توجه به خشکسالی در بعضی مناطق استفاده از این روش اجتناب ناپذیر است.
1. کاهش حداقل هشتاد درصدی سطح زیر کشت
2. کاهش هزینه کاشت داشت برداشت
3. کاهش تا نود درصدی مصرف آب
4. کاهش مصرف کود
5. کاهش هزینه خوراک دام
6. کاهش واردات دانه و ارزبری
7. جو هیدروپونیک با داشتن ۱۷ – ۲۵٪ پروتئین می‌تواند تا ۷۰٪ جیره را شامل‌شود
8. نیاز به سیلو کردن برای زمستان ندارد و به صورت تازه در تمامی فصول مصرف می‌شود به‌علاوه آب مصرف شده با خشک کردن و سیلو کردن هدر نمی‌رود
9. بخش زیادی از مواد غذایی، مانند پروتئین، در ریشه قرار دارند که در این روش ریشه نیز مصرف شده، هدر نمی‌رود و تأثیر بسیار مطلوبی بر کیفیت گوشت و شیر دام دارد.
10. صرفه‌جویی در زمان؛ با این روش از هر دستگاه با اشغال تنها ۱۸ مترمربع، می‌توان در روز ۴۰۰ تا ۵۰۰ کیلو علوفه برداشت‌کرد که برای تولید این مقدار علوفه به شیوه‌ی‌سنتی چندماه زمان نیاز می‌باشد